# Coast Air
Coast Air war eine norwegische Fluggesellschaft mit Hauptsitz in Haugesund. Die Fluggesellschaft war Norwegens viertgrößte Fluggesellschaft nach SAS Braathens, Widerøe und Norwegian. Eigentümer der Fluggesellschaft war TS Industri Invest AS (Trygve Seglem) zu 100 % (durch Kystfly AS). Coast Air hatte zuletzt etwa 85 Angestellte. Am 23. Januar 2008 meldete die Fluggesellschaft Konkurs an.

## Geschichte
Die Gesellschaft existierte seit 1975. Seit 1986 agierte sie unter dem Namen Coast Aero Center auf dem Flughafen Haugesund. In den frühen Jahren besaß die Gesellschaft als Flugzeugtypen Piper PA-31 Navajo und De Havilland Canada Twin Otter. Im Jahr 1993 erhielt sie ihre erste BAe Jetstream 31.
Coast Air meldete am 23. Januar 2008 Konkurs an und stellte den Flugbetrieb mit unmittelbarer Wirkung ein.